# 巴登号铁甲舰
巴登号是德意志帝国海军建造的四艘萨克森级铁甲护卫舰的末舰，以巴登大公国命名。其姊妹舰还包括有萨克森号、巴伐利亚号和符腾堡号。巴登号由基尔的帝国船厂承建，自1876年开始架设龙骨、1880年7月28日下水，并于1883年9月24日投入使用。舰只的主炮为六门独立安装在开放式炮座上的260毫米口径箍炮。
入役后，巴登号随演习分舰队（即公海舰队前身）一起进行了多次训练演习和巡航，期间它经常模拟敌对的海军力量。在1880年代末和1890年代初，它也曾多次陪同德皇威廉二世对英国和波罗的海诸城展开国事访问。从1896年－1897年间，舰只重返基尔帝国船厂完成了现代化改造。它于1910年撤出现役，此后担任了多种次要角色，最后是在1920年代和1930年代充当标靶废船。至1938年4月，巴登号被出售，并于1939－1940年间在基尔拆解报废。

## 设计

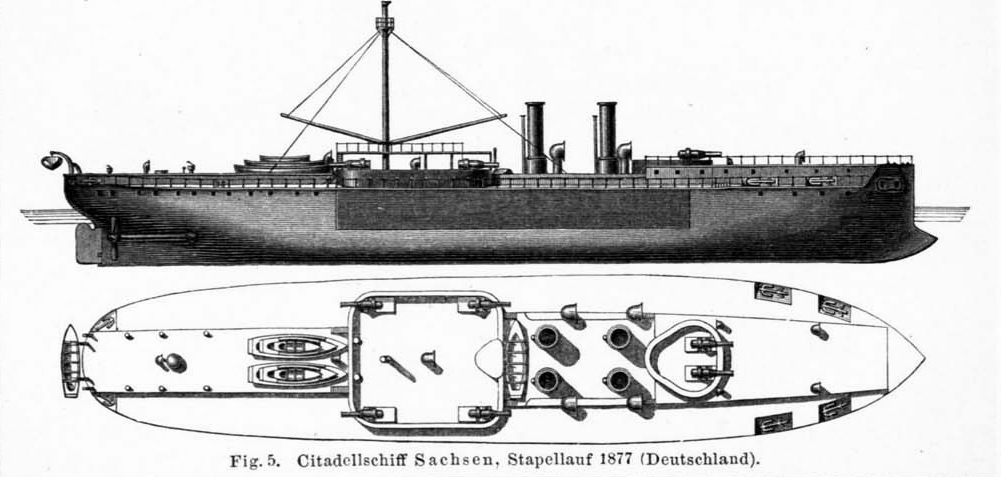
萨克森级舰只示意图

萨克森级铁甲舰是在帝国海军部首任部长、步兵上将阿尔布雷希特·冯·施托施任期内建造的第一批主力舰。施托施支持德国舰队的海岸防御策略，萨克森级便设计用于在设防的港口行动，从而能够出击破坏敌人的封锁线。它们在服役过程中饱受争议，因为批评者指出与早期的铁甲巡防舰相比，这些舰只的适航性差，在巨浪中的横摇倾向严重，并且速度较慢。
巴登号的全长为98.2米，有18.4米的舷宽和6.32米的前吃水，设计排水量为7938吨。它的推进装置由两台三缸单胀蒸汽机组成，所需的蒸汽是通过八台燃煤迪尔锅炉供给。舰只的最高航速为13節（24每小時），额定功率为5,600匹公制馬力（5,500匹指示馬力）。其标准船员编制为32名军官及285名水兵，在担任分舰队旗舰时还可增编7名军官和34名水兵。
舰只的主炮为六门260毫米22倍径箍炮，其中两门单座安装在司令塔前方的开放式炮座上，其余四门也以单座安装在舰舯的一个开放式炮座上。竣工时，该舰还配备有六门87毫米24倍径箍炮和八挺37毫米机炮用于防御鱼雷艇。
巴登号的装甲由锻铁制成，集中在舰舯部的装甲堡垒。装甲厚度在装甲堡垒为203至254毫米，在甲板则为50－75毫米。炮座装甲为254毫米厚的锻铁，辅以250毫米厚的柚木作背衬。

## 建造
在1873年舰队建设规划所设想的四艘铁甲护卫舰中，基尔的帝国船厂（A舰、C舰）和斯德丁的伏尔铿船厂（B舰、D舰）将各承建两艘。于是，合同代号为“C号铁甲舰”（Panzerschiff C）为的巴登号自1876年开始架设龙骨，造舰编号为4。由于刚成立不久的帝国船厂建造效率较低，巴登号直至1880年7月28日才得以下水，从而成为了同级的末舰。经过再三年多的舾装，舰只于1883年9月24日正式入役。
建造主要使用由德国工业生产的材料，但装甲板除外——因为受委托的迪林根冶炼厂最初尚无法以所需的质量生产，当局只得为同级的前两艘舰选用了英国产品。但在巴登号建造期间，这一问题已得到解决，该舰装备了德制的装甲。与其三艘姊妹舰一样，巴登号是由德意志帝国海军建造的首批完全依靠发动机推进的大型铁甲舰之一。

## 服役历史
入役后，巴登号因太晚编入舰队而未及参加当年的舰队演习。在1884年的舰队演习中，巴登号及其三艘姊妹舰被分配至第一总队，并担任总队司令、海军少将亚历山大·冯·蒙茨的旗舰。该舰于1885年被列入预备役，但一年后便重返舰队，与萨克森号、符腾堡号和新近入役的奥尔登堡号组成铁甲护卫舰总队。1887年6月，连接基尔和北海的威廉皇帝运河正式开凿；巴登号是出席庆典的舰只之一。
1888年，巴登号重返现役，为刚刚加冕德皇的威廉二世的波罗的海之旅提供护航。在航行期间，护航舰队司令、海军少将爱德华·冯·克诺尔登上巴登号升起了自己的将旗。在为期十七天的巡航中，舰队曾先后在圣彼得堡、斯德哥尔摩和哥本哈根停留。巴登号在斯德哥尔摩和哥本哈根的海港都遭遇了擱淺，但两起事件均未对舰只造成严重破坏。1889年8月，巴登号还参加了对英国的访问，因威廉二世在当地出席考斯帆船周。在此期间，舰只随舰队余部在斯皮特海德接受了德皇外祖母、英国女王维多利亚的检阅。
在1890年的舰队演习中，巴登号连同第一和第二总队的其余主力舰模拟了俄国对基尔的封锁。演习是与陆军第七军联合进行的，并由后者的几个师充当两栖登陆敌人。至1891年的演习时，巴登号仍然留在第一总队，该部队主要代表德国一方“作战”，以对抗法俄或丹麦－俄国联盟。舰只继续于1892年和1893年参加了所有的舰队演习。1890年代初期的演习在总体上未如理想，因为在大多数情况下，获胜的都是“敌对”一方。
随着四艘勃兰登堡级战列舰全数入役，四艘萨克森级铁甲舰于1894－1895年的冬季巡航之前被转移到第二分舰队。至此，秋季演习舰队便拥有了两个同质的四舰编组分舰队。这两个分舰队于1895年春季共同巡航驶往奥克尼和设得兰群岛。1895年6月21日，经过八年的开凿，威廉皇帝运河正式通航。为此，巴登号及其三艘姊妹舰连同其它数十艘军舰出席了盛大的典礼，几个主要的海军大国也派出舰队参加海上阅兵。1895年的秋季演习由第一和第二总队在北海模拟了一场公海战斗，接着又在波罗的海与舰队余部展开联合演练。
自1896年起，巴登号开始在基尔帝国船厂的旱坞接受全面的现代化改造。舰上原有的锻铁加柚木装甲被新的克虏伯镍钢所取代；四个烟囱被集成至单个大烟囱，并安装了可提供更高性能的复式蒸汽机，这使得舰只的航速提高至14.9節（27.6每小時）。副炮系统也得到了改进：原87毫米箍炮被88毫米30倍径速射炮所取代，并以四挺更新型号的机炮替换了原八挺37毫米机炮。然而，旧舰的作战价值却无法显著改善。重建工程于1897年完成。此后，巴登号重返舰队，直至1910年才撤出现役。同年10月24日，舰只正式从海军序列中除籍。1912年后，它被改造为布栅废船。自1920年起，舰只又转而担任标靶废船，并驻扎在基尔峡湾。巴登号最终于1938年4月23日出售，后于1939－1940年间在基尔拆解报废。

## 脚注
注释
1. ↑  SMS表示, 即“陛下之舰”。
2. ↑  所有德国舰船在订购时都会被赋予临时代号；其中新增编入舰队的使用字母代号，而用于替换旧舰的则使用“（旧舰名）替舰”。[7]

引用
1. ↑  Dodson，第23–25頁.
2. 1 2 3 4 5 6  Gröner，第8頁.
3. 1 2  Gröner，第7–8頁.
4. 1 2  Gardiner，第245頁.
5. 1 2  Hovgaard，第111頁.
6. ↑  Gröner，第7頁.
7. ↑  Gröner，第56頁.
8. ↑  Gröner & Jung & Maass，第32頁.
9. ↑  Sondhaus，第161頁.
10. ↑  Sondhaus，第162–163頁.
11. ↑  Sondhaus，第171頁.
12. ↑  Sondhaus，第177頁.
13. ↑  Sondhaus，第177–178頁.
14. ↑  Sondhaus，第179頁.
15. ↑  Sondhaus，第192頁.
16. ↑  Sondhaus，第194頁.
17. ↑  Sondhaus，第194–195頁.
18. ↑  Sondhaus，第198頁.
19. ↑  Sondhaus，第199頁.
20. ↑  Sondhaus，第201頁.
21. ↑  Sondhaus，第219頁.